# NGC 6571
NGC 6571 is een elliptisch sterrenstelsel in het sterrenbeeld Hercules. Het hemelobject werd op 27 juli 1864 ontdekt door de Duitse astronoom Albert Marth.

## Synoniemen
- MCG 4-43-6
- ZWG 142.10
- PGC 61504